# Surayud Chulanont
Surayud Chulanont (n. 28 de agosto de 1943) é um militar da Tailândia. Foi primeiro-ministro de seu país entre outubro de 2006 e janeiro de 2008.
É filho de um tenente-coronel membro do Partido Comunista da Tailândia, que foi expulso por ter realizado denúncias de corrupção no interior do exército. Graduou-se na Academia Preparatória das Forças Armadas. Depois ingressou e se graduou na Real Academia Militar de Chulachomklao.